# Torferneuerungsverein Bürmoos
Der Torferneuerungsverein Bürmoos ist ein Verein in der Flachgauer Gemeinde Bürmoos im österreichischen Bundesland Salzburg. Er setzt sich für die Renaturierung der durch den maschinellen Abbau von Torf zerstörten Flächen im Gemeindegebiet von Bürmoos ein.

## Geschichte

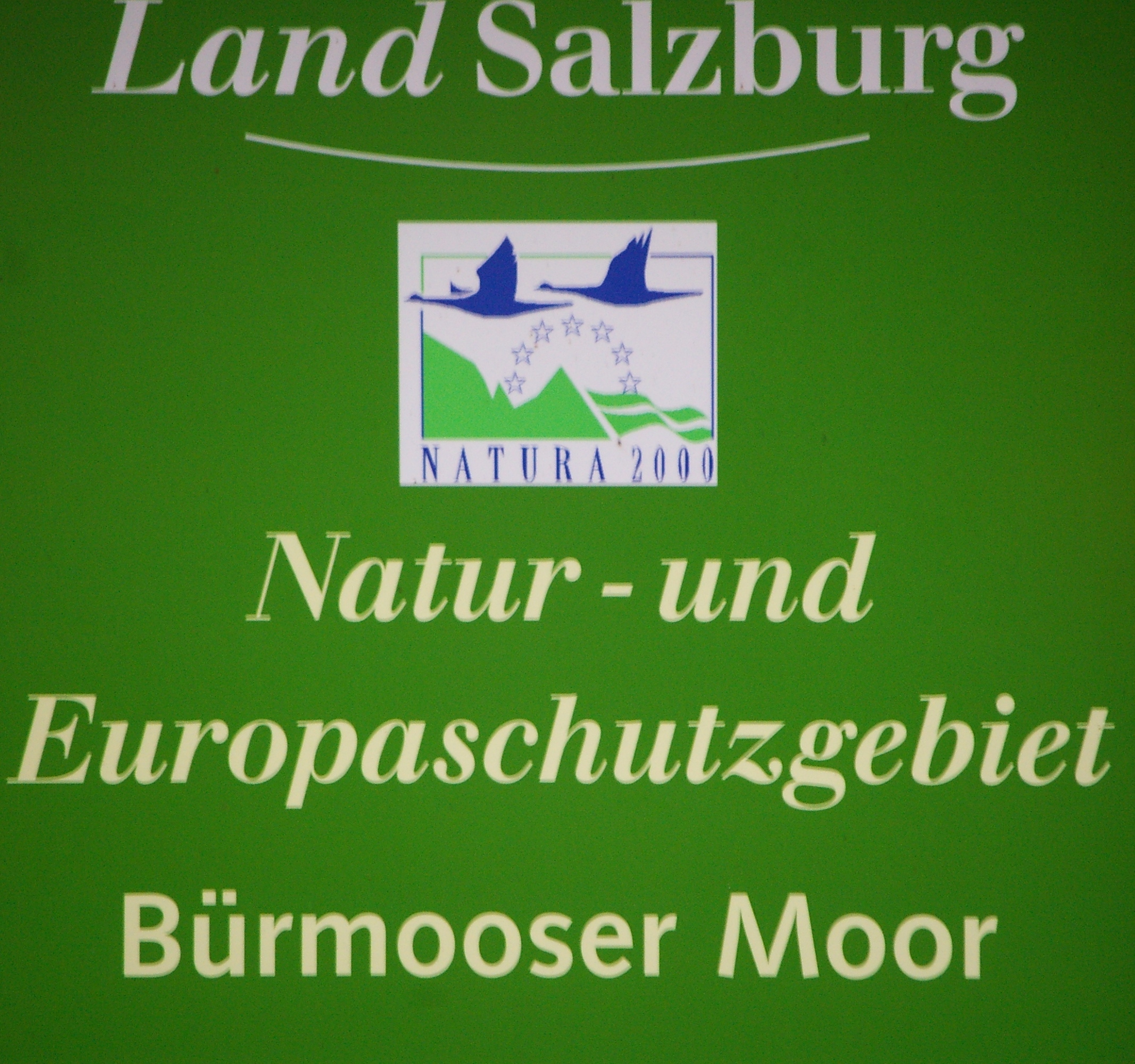

Der Verein wurde am 3. Dezember 1992 gegründet und ging aus einer Initiativgruppe hervor, die sich bereits in den frühen 1980er Jahren für die möglichst naturnahe Renaturierung der Frästorfflächen eingesetzt hatte. 1984 erreichte diese Initiative einen einstimmigen Gemeinderatsbeschluss, nach dem die im Gemeindebesitz befindlichen Flächen renaturiert würden. 1992 erwarb die Gemeinde Bürmoos 23 Hektar Wald- und Moorfläche von der Wohnbaugenossenschaft „Salzburg“ und widmete sie von Bau- in Grünland um. 1995 erhielten die Gemeinde und der Torferneuerungsverein für ihre Verdienste um die Erhaltung des Bürmooser Moores den Umweltschutzpreis der ARGE Alp.
Der Verein errichtete 1996 im Bürmooser Moor einen Rundweg mit 22 Schautafeln, der die Geschichte und Natur des Moores dokumentiert. 2008 wurde die intensive Vereinsarbeit auch belohnt, indem das Bürmooser Moor zum Natur- und Europaschutzgebiet erklärt wurde. Neben dieser Anerkennung erhielt der Verein noch zahlreiche nationale und internationale Auszeichnungen.
Der Verein hat derzeit 563 Mitglieder. Etwa 70 Mitglieder jeden Alters beteiligen sich aktiv an den Arbeiten zur Landschaftspflege und in der Kulturarbeit.

## Aufgaben des Vereins
- Ehrenamtliche und kostenlose Durchführung von landschaftspflegerischen Aufgaben in den im Besitz der Gemeinde befindlichen Moorflächen
- Informationen über das Naturschutzgebiet und Durchführung von Führungen
- Herausgabe der Vereinszeitung „Torfkurier“
- Kulturelle Aktivitäten wie die Erstellung und Herausgabe von Filmen und Büchern sowie die Durchführung von Vorträgen und Exkursionen zur Aufrechterhaltung der Tradition von Bürmoos als Glasbläser-, Torfstecher- und Ziegelbrennerort[2]

## Auszeichnungen
- November 1993: Naturschutzpreis des Landes Salzburg (1. Preis)
- November 1994: Stieglwasserschutzpreis 1994 (2. Preis)
- August 1995: Anerkennungspreis der ARGE Alp
- Juli 1998: „Umweltlorbeer“ der Landesumweltanwaltschaft Salzburg
- Sept. 1999: Auszeichnung als „Heckenfreundliche Gemeinde“ durch den Naturschutzbund Österreich
- Nov. 1999: Bundesministerium für Umwelt, Jugend und Familie ein 1. Preis im Rahmen des Wettbewerbs „Zu einer Gesellschaft für alle Lebensalter“
- Dez. 2001: Ford Naturschutzpreis 2001
- März 2002: Salzburger Kulturgüterpreis für den „Moor-Erlebnisweg“
- Okt.2005: Jubiläumspreis „Wald-Wild-Flur“ durch den „Silbernen Bruch–Orden zum Schutz von Wald, Wild und Flur“.[4]